# Dawny ratusz w Skarszewach
Dawny ratusz w Skarszewach – budynek ratusza, obecnie dom mieszkalny z XVIII wieku w Skarszewach, wpisany do rejestru zabytków nieruchomych województwa pomorskiego.

## Historia
Ratusz miejski został zbudowany z cegły w XVIII wieku w południowo-zachodnim narożniku skarszewskiego rynku (obecnie Plac Generała Józefa Hallera 15). Przetrwał pożary w 1709 roku i 1712 roku. Dach ratusza wieńczyła drewniana wieżyczka z zegarem. Prawdopodobnie na przełomie XVIII i XIX wieku budynki pod numerami 14 i 15 zostały nakryte wspólnym dachem.
Obiekt został wpisany do rejestru zabytków 21 grudnia 1972 roku (nr rej. A-726, wcześniej 603). Obecnie domy mieszkalne (numery 14 i 15), budynek nr 14 pozostaje w rękach prywatnych, natomiast pierwotny budynek ratusza nr 15 należy do gminy Skarszewy.